# Irano-Amerikaner
Als Irano-Amerikaner oder auch Persisch-Amerikaner werden in den Vereinigten Staaten von Amerika (USA) lebende Menschen iranischer Abstammung bezeichnet. Sie gehören dort zu den gebildetsten Bevölkerungsgruppen: Jeder vierte hat einen Master- oder Doktorgrad.
Seit den 1980er Jahren hat es eine stetige Auswanderung aus der Islamischen Republik Iran in die Vereinigten Staaten gegeben. Die meisten Auslandsiraner leben heute in den USA. Schätzungen schwanken zwischen einer halben und zwei Millionen Irano-Amerikanern; die meisten leben im Großraum Los Angeles, auch "Tehrangeles" oder "Irangeles" genannt.